# 구즈촌 (나라현 미나미카쓰라기군)
구즈촌(葛村)은 나라현 미나미카쓰라기군에 속해있던 촌이다. 현재의 고세시 긴테쓰 요시노선 연선에 해당한다.

## 역사
- 1889년 4월 1일 - 정촌제 시행에 의해  가쓰조군 구즈촌이 성립하였다.
- 1897년 4월 1일 - 군제 시행으로 미나미카쓰라기군이 성립하여 구즈촌은 미나미카쓰라기군 속하게 되었다.
- 1958년 3월 31일 - 고세정, 다이쇼촌, 가쓰조촌과 합병해 고세시가 성립하여, 동일 구즈촌은 소멸하였다.

## 교통

### 철도
- 일본국유철도
  - 와카야마선
- 긴키 닛폰 철도
  - 요시노선